# Chaetocauda sichuanensis
Il ghiro cinese (Chaetocauda sichuanensis Wang, 1985) è un roditore appartenente alla famiglia Gliridae, endemico della Cina. È l'unica specie del genere Chaetocauda Wang, 1985.

## Descrizione
Ha caratteristiche somatiche intermedie tra un topo ed uno scoiattolo di piccola taglia. Il corpo ha una lunghezza di circa 90 mm, con lunga coda pelosa di 90–100 mm, inspessita all'estremità. Pesa intorno ai 25-35  g
La pelliccia ha una colorazione grigio-brunastra sul dorso mentre è di colore bianco sul ventre e sugli arti. Attorno agli occhi è presente un anello di colore più scuro.

## Distribuzione e habitat
Gli unici esemplari noti di questa specie sono due femmine catturate nella Wanglang Natural Reserve, nella provincia di Sichuan, nella Cina sud-orientale.
L'habitat di provenienza è una foresta subalpina, ad un'altitudine di 2.500 m.

## Biologia
È una specie arboricola con abitudini notturne.

## Tassonomia
Inizialmente era stato attribuito da Wang Youzhi (1985) al genere Dryomys. Successivamente è stato riclassificato da Corbet e Hill (1991, 1992) in un genere a sé stante come Chaetocauda sichuanensis.

## Conservazione
La IUCN classifica questa specie come in pericolo di estinzione.
La Zoological Society of London, in base a criteri di unicità evolutiva e di esiguità della popolazione, considera Chaetocauda sichuanensis una delle 100 specie di mammiferi a maggiore rischio di estinzione.